# NGC 190
NGC 190 est une vaste et lointaine galaxie spirale située dans la constellation des Poissons. NGC 190 a été découverte par l'astronome américain Lewis Swift en 1886.

## Caractéristiques
Sa vitesse par rapport au fond diffus cosmologique est de 11 782 ± 30 km/s, ce qui correspond à une distance de Hubble de 174 ± 12 Mpc (∼568 millions d'al).
La classe de luminosité de NGC 190 est I-II.
NGC 190 avec les galaxies PGC 2322, PGC 2325 et PGC 2326 forment le groupe compact de Hickson HCG 5.